# 柯林斯環形山
柯林斯陨石坑（Collins）是月球正面位于静海南部的一座小撞击坑，其名称取自美国宇航员迈克尔·科林斯（生于1930年），1970年被国际天文学联合会批准接受。

## 描述

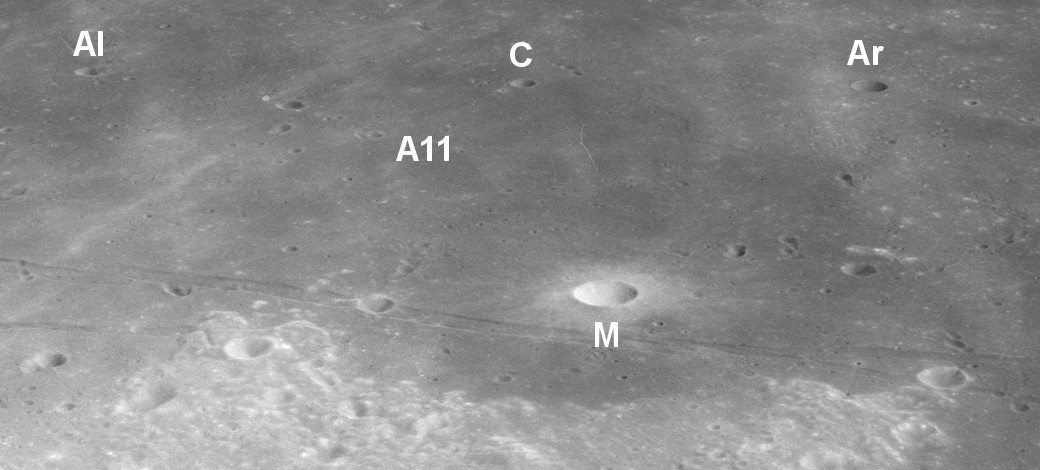
阿波罗16号拍摄的带有标注的朝北斜视图显示了阿波罗11号登月点（A11）及奥尔德林陨石坑（Al）、柯林斯陨石坑（C）、阿姆斯特朗陨石坑（Ar）和毛奇陨石坑（M）。

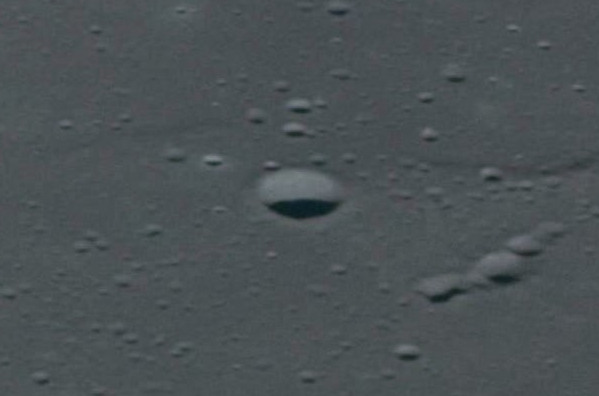
阿波罗10号拍摄的柯林斯陨石坑斜视图

该陨坑西侧毗邻奥尔德林陨石坑、北面靠近拉蒙特环形山、阿姆斯特朗陨石坑位于它的东侧、南面则是毛奇陨石坑，柯林斯陨石坑的南面横亘着希帕提娅月溪，东南临近狂暴湾。
该陨坑中心月面坐标为1°18′N 23°43′E / 1.3°N 23.71°E，直径2.58公里，深度约461米。
柯林斯陨石坑外观呈圆杯状，坑壁平均高出周边地形90米，内部容积约0.69公里³。
陨坑的形态特征隶属于ALC 型(以该类陨石坑的典型代表——卫星坑阿尔巴塔尼 C所命名)。
该陨坑位于一行以阿波罗11号组员名字命名的三座陨石坑中中间一座，距西北偏西勘测者5号探测器降落点约15公里。在1970年被国际天文学联合会更名前，它曾被称为卫星坑萨宾 D。

## 另请参阅
- 阿姆斯特朗陨石坑
- 奥尔德林陨石坑